# 阿列克谢·帕基特诺夫
阿列克谢·列昂尼多维奇·帕基特诺夫（俄语：Алексе́й Леони́дович Па́житнов，羅馬化：Alexey Leonidovich Pajitnov，1955年4月16日—）是一名俄罗斯電腦工程师，生於莫斯科，现居美国。帕基特诺夫因開發出風靡全世界，落下型益智遊戲的始祖《俄羅斯方塊》而知名，被外界稱為「俄羅斯方塊之父」，亦自稱為「Mr.Tetris」。

## 生平
帕基特诺夫于1984年6月设计出经典电脑游戏《俄罗斯方块》，当时工作于苏联科学院（即現今的俄羅斯科學院）旗下计算机中心，是由苏维埃政府建立的研发中心。儘管《俄罗斯方块》很受歡迎，但由於帕基特诺夫已經同意讓全联盟电子设备联合会（簡稱ELORG）處理所有授權，所以一直沒有從那裡獲得版稅。
帕基特诺夫於1991年移居美國，現居於華盛頓州克萊德山。1996年當ELORG獨家持有《俄罗斯方块》著作權到期後，他與藍色星球軟件（前稱「防彈軟件」，簡稱BPS）創辦人亨克·羅傑斯共同创立了俄罗斯方块公司繼承著作權，同時解決了他可以從遊戲中收取版稅問題。他曾在1996年至2005年間就任於微軟公司，參與設計《Hexic》、《潘多拉的盒子》等遊戲開發。

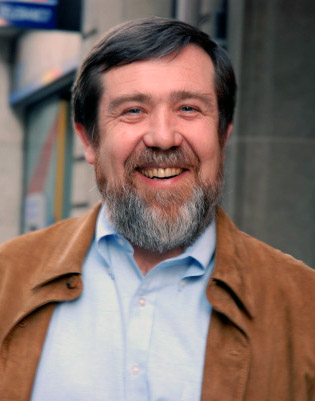
2008年在西班牙巴塞隆納的帕基特诺夫

## 外部連結
- Alexey Pajitnov profile at MobyGames
- Tetris - From Russia with Love （页面存档备份，存于）, BBC documentary (website).
- Video Interview with Alexey Pajitnov at GameZombie.tv
- Tetris Creator Claims Free and Open Source Software Destroys the Market. （页面存档备份，存于）